# Druk

La bandera de Bután representa a Druk.

El Druk (dzongkha: འབྲུག་) es el "dragón del trueno" de la mitología butanesa y un símbolo nacional de Bután. Un druk aparece en la bandera de Bután, sosteniendo joyas para representar riqueza. En el idioma dzongkha, Bután es llamado Druk Yul, o Tierra de Druk, y los líderes de Bután son llamados Druk Gyalpo, los Reyes Dragón. Durante el simulacro electoral de las elecciones de Bután en 2007, los cuatro partidos se llamaron Partidos del color Druk. El himno nacional de Bután, Druk tsendhen, se traduce al español como "El Reino de Druk".

## Otros dragones de Asia
- Dragón chino.
- Dragón japonés.
- Dragón coreano.
- Nāga.
- Dragón vietnamita.